# Heliophanus brevis
Heliophanus brevis är en spindelart som beskrevs av Wesolowska 2003. Heliophanus brevis ingår i släktet Heliophanus och familjen hoppspindlar. Inga underarter finns listade i Catalogue of Life.